# UFC Fight Night: Werdum vs. Tybura
UFC Fight Night: Werdum vs. Tybura (también conocido como UFC Fight Night 121) fue un evento de artes marciales mixtas celebrado por Ultimate Fighting Championship el 19 de noviembre de 2017 en el Qudos Bank Arena en Sídney, Australia.

## Historia
El evento estelar contó con un combate de peso pesado entre Fabricio Werdum y Marcin Tybura.
El evento coestelar contó con un combate entre Jessica Rose-Clark y Bec Rawlings.

## Premios extra
Cada peleador recibió un bono de $50 000.
- Pelea de la Noche: Frank Camacho vs. Damien Brown
- Actuación de la Noche: Nik Lentz y Tai Tuivasa

## Récords
El evento empató a UFC 169, UFC Fight Night: Machida vs. Mousasi y UFC Fight Night: Silva vs. Bisping por el mayor número de decisiones en un solo evento de UFC con 10. Este evento fue también el más largo de UFC con 3:04:18 de tiempo de pelea.